# L'uragano Bianca 2: dalla Russia con odio
L'uragano Bianca 2: dalla Russia con odio (Hurricane Bianca 2: From Russia with Hate) è un film del 2018 diretto da Matt Kugelman.
Commedia statunitense, sequel del film del 2016 L'uragano Bianca.
Il titolo del film è una parodia di A 007, dalla Russia con amore, capitolo della celebre serie di James Bond. Inoltre la sigla dei titoli di testa richiama quella di GoldenEye mentre la canzone che l'accompagna è ripresa dall'opening di Skyfall.

## Trama
L'opera tratta della scarcerazione di Deborah Ward e del suo diabolico piano per attrarre Richard Martinez/Bianca Del Rio in Russia, tramite un escamotage, per farlo arrestare grazie alla legge russa sulla propaganda gay.